# Siagonodon cupinensis
Espèce
Synonymes
- Leptotyphlops cupinensis Bailey & Carvalho, 1946

Siagonodon cupinensis est une espèce de serpents de la famille des Leptotyphlopidae.

## Répartition
Cette espèce se rencontre au Brésil et au Suriname.

## Étymologie
Son nom d'espèce, composé de cupin et du suffixe latin -ensis, « qui vit dans, qui habite », lui a été donné en référence au lieu de sa découverte, le Cupin, un ruisseau situé dans le bassin du Rio Tapirape au Mato Grosso au Brésil.

## Publication originale
- Bailey & Carvalho, 1946 : A new Leptotyphlos from Mato Grosso, with notes on Leptotyphlops tenella Klauber. Boletim do Museu Nacional do Brazil, Rio de Janeiro, Nova Série, Zoologia, vol. 52, p. 1-7.